# Руфос, Бенизелос
Бенизелос Руфос (греч.  Μπενιζέλος Ρούφος; 1795, Патры — 18 марта 1868, там же) — греческий политик XIX века. Трижды был премьер-министром Греции.

## Родословная
Впервые фамилия Руфос упоминается на территории сегодняшней Греции в 1435 году. Яков Руфос был эпархом островов Лефкас (1435) и Закинф (1435—1436). Род Руфоса происходил из аристократической сицилийской семьи, которая господствовала, в основном, в период норманского завоевания в Калабрии.
Члены сицилийской семьи переселились на территорию современной Греции, образовав 3 ветви на острове Керкира, в Патрах и Афинах.
Первоначально члены семей всех трёх ветвей были католиками, но в ходе их постепенной эллинизации перешли в православие.
Ориентировочной датой обоснования семьи в Патрах указывается 1698 год, когда отмечена деятельность Георгакиса и Стаматиса Руфоса на рынке Патр. В венецианских документах 1720 года отмечен купец из Патр Ангелос Руфос.

## Биография
Бенизелос Руфос родился в Патрах в 1795 году, в семье Афанасия Канакариса (1780—1823), из известного рода Канакарисов-Руфосов.
Первой женой Бенизелоса Руфоса была Виктория Сисини, сестра знатного старейшины Хрисанфа Сисиниса.
Бенизелос Руфос был богатым землевладельцем, что позволяло ему содержать собственный вооружённый отряд охраны. Если в средней Греции клефты часто переходили на службу к османам и тогда именовались
арматолы, то на Пелопоннесе была создана традиция перехода клефтов на службу к греческим землевладельцам. В этом случае клефты именовались «капи» или «капы» (греч. κάποι):58.
«Капом» и командиром отряда Руфоса был Димитриос Ненекос.
Ненекос первоначально принял участие в Греческой революции 1821 года, но во время вторжения войск Османского Египта принял турецкие предложения капитуляции и сотрудничал с Ибрагимом-пашой. В сегодняшней Греции Ненекос является нарицательным именем и синонимом предателя, наряду с древним предателем Эфиальтом:Γ-379.

## Греческая революция
Руфос был связан с тайной греческой революционной организацией Филики Этерия и выделил ей перед революцией 10.000 турецких грошей.
Греческая революция началась в Дунайских княжествах в феврале 1821 года, после чего, в марте, начались военные действия на Пелопоннесе.
В сегодняшней Греции до сих пор идёт «благородный спор» где, когда и кем на Пелопоннесе была начата Освободительная война.
Разброс в датах начинается с 16 марта и заканчивается 25 марта 1821 года.
Основными претендентами на роль колыбели Революции выступают города Калаврита, Патры и Каламата:Β-36.
Где то в конце этого ряда имён, дат и мест историография отмечает и Бенизелоса Руфоса.
Город Патры восстал 21 марта, под руководством сапожника Панайотиса Карадзаса:121.
23 марта в город вступил со своим отрядом Афанасиос Куманиотис.
25 марта (Историк Стефанос Папагеоргиу указывает дату 23 марта:106) подошли ещё 500 повстанцев возглавляемые Андреасом Заимисом и митрополитом Патр Германом.
Последние, вместе с Андреасом Лондосом и Бенизелосом Руфосом, сформировали «Революционное Ахейское правление» и вручили прокламацию о начале Освободительной войны консулам Англии, Франции, Австрии и Испании.
Некоторые историки считают датой начала Освободительной войны именно дату образования «Ахейского правления» и вручения прокламации восставших западноевропейским консулам:Β-32.
В годы Освободительной войны Руфос содержал на свои деньги вооружённый отряд в Патрах, но военными лаврами не отмечен и в истории войны упоминается только как политик.
Примечательно, что политик Руфос на протяжении всей своей жизни, даже когда стал премьер-министром страны, носил греческую фустанеллу.
В 1828 году, после установления Иоанном Каподистрией административного деления Пелопоннеса и островов, Руфос был назначен правителем Элиды, вместо С. Калогеропулоса:211, а затем острова Сирос.

## Министр
В 1832 году Руфос был назначен членом Сената.
В период 1833—1843 Руфос принадлежал к, так называемой, «английской партии»:364.
После того как баварец король Оттон I создал в сентябре 1835 года Государственный совет:374, Ρуфос стал членом «Совета»:376.
В августе 1836 года умерла его первая жена, после чего Руфос женился на Марии Кундуриоти, вдове Георгия Мексиса (1810—1837) и дочери Георгия Кундуриотиса.
19 марта 1848 года Георгий Кундуриотис сформировал новое правительство.
Прибывший в Афины Стратфорд-Каннинг, Чарльз пытался, по заданию Палмерстона убедить Оттона поручить формирование нового правительства англофилу Маврокордатосу
Британская просьба не была принята, но в июне в правительство Кундуриотиса были включены представители английской партии Т. Маггинас (министр финансов) и родственник Кундуриотиса, Бенизелос Руфос (министр внутренних дел):447.

## Мэр Патр
В 1855 году Руфос был избран мэром города Патры (1855—1858).
Будучи мэром Патр, Руфос заложил фундамент Муниципальной больницы Патр, использовал своё жалованье для постройки акведука и перестроил площадь Ипсила Алониа (Высокое гумно), которая некоторое время носила его имя.
Но именно проект этой площади стал причиной его отставки..

## Премьер-министр
В 1861—1862 борьба против абсолютизма баварца короля Оттона I стала принимать большие масштабы.
В 1862 году Руфос организовал в Патрах один из основных очагов сопротивления абсолютизму Оттона:505.
Антимонархистское восстание, в октябре 1862 года, под руководством Теодора Гриваса, вышло из под контроля властей. Правительство начало производить аресты политиков. Вечером 10 октября солдаты и граждане Афин заняли казармы артиллерии:507.
Была опубликована декларация составленная «самым решительным из заговорщиков», Эпаминондом Делигеоргисом. Декларация, под которой подписались 25 политиков и военных, провозглашала низложение монархии, формирование временного правительства и созыв Национального собрания. Осознав, что и послы «Великих держав» не поддерживают более Оттона, премьер министр Геннеос Колокотронис отказался произвести массовые аресты военных и политиков, противников Оттона, «чем спас Афины и Грецию от кровавой бани». При этом Геннеос завил: «Династия потерявшая любовь народа, не должна опираться в Греции на насилии»:155.
Был образован «Комитет трёх», в который вошли Вулгарис, Димитриос (председатель), Руфос и Константин Канарис:156.
Руфос был назначен премьер-министром Греции в 1863 году, в два последовательных этапа, с разницей в 2 дня (29 апреля — 19 июня, 21 июня-18 октября), по причине июньских столкновений в Афинах, между «Горными» (сторонники английской и русской партии возглавляемые К. Канарисом) и «Равнинными» (сторонники французской партии возглавляемые Д. Вулгарисом. Трагическим результатом этих столкновений были 200 погибших.
Последний раз Руфос возглавил правительство в декабре 1865 года:154.
Современный английский историк Дуглас Дакин отмечает, что в этот период Руфос проявил нерешительность, во время очередного восстания на, находившемся под османским контролем, Крите:170.
Бенизелос Руфос умер 18 марта 1868 года и был похоронен на Первом кладбище Патр, на холме, где находятся только могилы семьи Руфоса.

## Семья
У Бенизелоса Руфоса было четверо детей: Афанасиос Канакарис-Руфос (1830—1902), мэр Патр, Георгиос Руфос (1841—1891) также мэр Патр, депутат парламента Ангелос Руфос и Лукас Руфос.